# Amylocorticium cumminsii
Amylocorticium cumminsii är en svampart som beskrevs av Gilb. & Lindsey 1989. Amylocorticium cumminsii ingår i släktet Amylocorticium och familjen Amylocorticiaceae.   Inga underarter finns listade i Catalogue of Life.